# 康斯坦·莱斯蒂耶纳
康斯坦·莱斯蒂耶纳（Constant Lestienne，法語發音：[kɔ̃stɑ̃ lɛstjɛn]；1992年5月23日—），法国男子网球运动员。莱斯蒂耶纳在ATP挑战赛拥有6个单打冠军。

## 职业生涯

### 2015: 巡回赛初登场
莱斯蒂耶纳首次亮相ATP巡回赛是在205年埃斯托里尔公开赛上单打赛场，他通过资格赛进入了正赛，但是首轮输给了巴勃罗·卡雷尼奥·布斯塔。

### 2016: 首个挑战赛冠军 被禁赛
2016年莱斯蒂耶纳在俄斯特拉发挑战赛获得了首个ATP挑战赛冠军。
2016年9月，莱斯蒂耶纳因在网球比赛中参与赌球行为被国际网球联合会（ITF）禁赛7个月，并被罚款1万美元。网球诚信小组（TIU）与法国在线赌博监管机构ARJEL合作，发现莱斯蒂耶纳在2012年2月至2015年6月期间投注了大约220场网球比赛。调查发现他投注的比赛都不涉及到自己，如果他协助TIU调查，对他的禁赛时间和罚款也将会减半。

### 2017: 首次大满贯
他首次亮相大满贯正赛是2017年法国网球公开赛，他收到了组委会的一张双打外卡，他打败了达斯汀·布朗和卢彦勋组合进入到第二轮。

### 2021-2022: 4个挑战赛冠军 巡回赛四强
他在西班牙阿利坎特、马拉加和波索布兰科，以及在加拿大温哥华网球公开赛上收获了4个挑战赛冠军。
2022年9月，他在2022年圣迭戈网球公开赛上首次进入巡回赛八强，他的世界排名也进入到TOP70。在随后的特拉维夫网球公开赛上更是进入了四强，世界排名也进入TOP50。

### 2023: 大满贯首胜
在30岁的时候，莱斯蒂耶纳终于获得了大满贯首胜，他在2023年澳大利亚网球公开赛首轮战胜了蒂亚戈·蒙泰罗。在稍早之前的2023年ASB经典赛，他进入了半决赛。